# Maranatha (Thompson)
»Maranatha « singl je Marka Perkovića Thompsona objavljen 2013. godine. Predstavlja jednu od pjesama studijskog albuma Ora et labora.
Tekst pjesme napisao je tadašnji šibenski biskup Ante Ivas, a glazbu Marko Perković Thompson. 
Maranatha (aram. מרנא תא maranâ' thâ' ili מרן אתא maran 'athâ') je aramejski izraz koji se može prevesti kao „Gospodin dolazi”, „Naš Gospodin je došao” ili najčešće „Gospodine naš, dođi!”. Ovaj drevni kršćanski vapaj izražava čežnju za Kristovim dolaskom i predstavlja jedan od najstarijih liturgijskih izraza u kršćanstvu. Izraz „maranatha” spominje se u Novom zavjetu u Prvoj poslanici Korinćanima (1 Kor 16,22), gdje apostol Pavao završava svoju poslanicu ovim aramejskim izrazom.
Bila je izvedena na koncertu Thompsona na zagrebačkom hipodromu 5. srpnja 2025. Biskup u miru Ante Ivas izrekao je molitvu na početku pjesme: „Dođi Gospodine, oni koji se u ljubavi obiteljskoj rode nek žive i rastu sretni u tvom blagoslovu, u slobodi, miru i vjeri roda i doma, puka hrvatskoga. Maranatha, dođi Gospodine. Osnaži mladenačke grudi, učvrsti im ruke na veslima da kroz bespuća zemaljskih muka doveslaju do nebeskih luka.”